# Front de libération mutant
Pour les articles homonymes, voir Front de libération.
Le Front de Libération Mutant (Mutant Liberation Front) est un groupe de super-vilains terroristes de l'univers de Marvel Comics, apparu pour la première fois dans New Mutants #87, en même temps que Cable.

## Biographie du groupe
Le Front fut formé à la base par Stryfe et resta longtemps l'adversaire principal des Nouveaux Mutants, puis de X-Force.
Leur objectif était de servir les plans de Stryfe, et de libérer deux jeunes mutants emprisonnés (Skids et Rusty Collins).
Ils luttèrent aussi contre la deuxième version de Facteur-X et furent vaincus par les X-Men lors du Chant du Bourreau.
Une deuxième équipe vit le jour, sous le commandement de Reignfire.
Le groupe fut capturé lors de l'Opération Tolérance Zéro.

## Membres
Sous la direction de Stryfe :
- Reaper
- Wildside
- Forearm
- Tempo
- Strobe
- Thumbelina, la sœur de Slab et la femme de Hairbag[1].
- Zéro, un androide venant du futur, téléporteur du groupe
- Dragonness
- Sumo, tué par Cable d'une balle en pleine tête
- Kamikaze, décapité par Archangel

Sous la direction de Reignfire :
- Reaper
- Wildside
- Forearm, tué par Anaconda lors d'un tournoi.
- Tempo, qui abandonna le groupe
- Danielle Moonstar, infiltrée et travaillant pour le SHIELD
- Locus, une jeune mutante au pouvoir de téléportation de groupe, tuée par Dents de Sabre
- Feral, admise après avoir trahi X-Force